# Matsudaira Katataka
Matsudaira Katataka (松平容敬, ,14 de junho de 1806 - 29 de fevereiro de 1852) , foi o oitavo  Daimyō do Domínio de Aizuna Província de Mutsu. Conhecido em sua juventude como Keizaburō (庆三郎), era filho de Matsudaira Yoshikazu, o Daimyō do Domínio de Takasu, em Mino. Adotado por Matsudaira Katahiro de Aizu, Katataka conseguiu a chefia da família, recebendo o título da corte de Higo no Kami. Embora Katataka fosse elogiado por Ii Naosuke como um servo fiel do Bakufu, sua fama foi eclipsado por seu filho adotivo Matsudaira Katamori (o filho de seu irmão Matsudaira Yoshitatsu) .